# Giacomo Manuelli
Giacomo Manuelli (Niella Tanaro, 10 maggio 1834 – Reggio Emilia, 27 novembre 1905) è stato un chimico, fisico, ingegnere e inventore italiano. Fu anche docente di fisica e direttore dell'Osservatorio Meteorologico di Reggio Emilia.

## Biografia

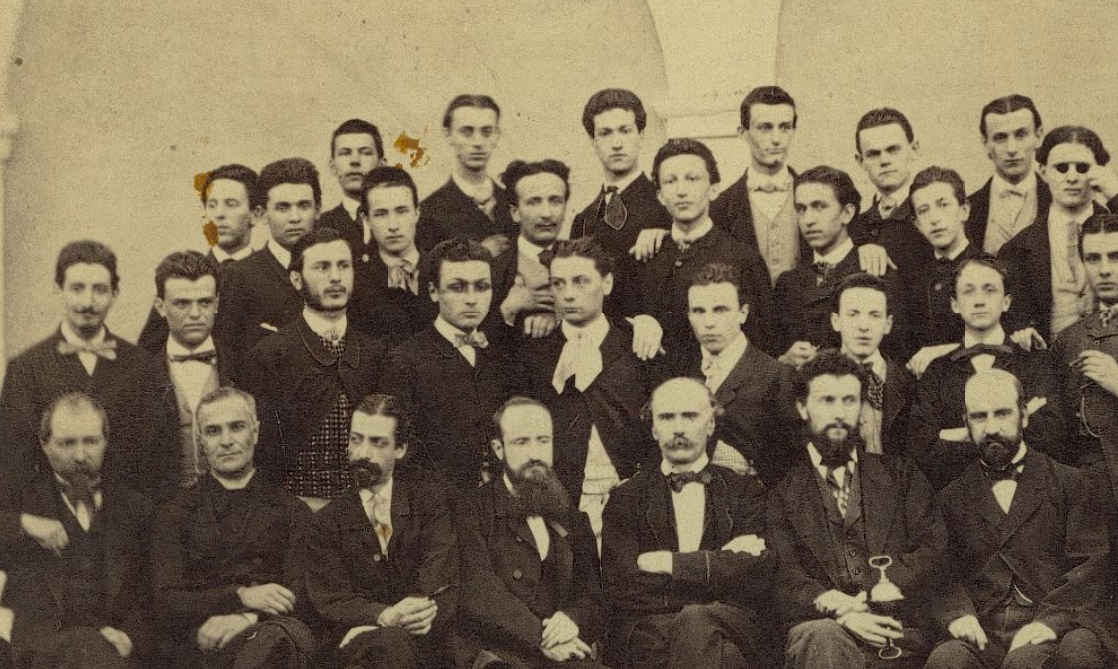
3° classe del Liceo ginnasio Ludovico Ariosto di Reggio Emilia nel 1864.
Presenti nella foto: Gaetano Chierici, Giovanni Guidotti, Demetrio Livaditi, Giacomo Manuelli, Ulisse Poggi, Giacomo Prandi, Prospero Viani, Angelo Volpe.

Giacomo Manuelli nacque il 10 maggio 1834 da Stefano Manuello (1810 - 2 Gennaio 1890) e da Delucis Caterina nel comune di Niella Tanaro in provincia di Cuneo. Grazie al sostegno dello zio paterno Giacomo (1812 - 19 agosto 1874), sacerdote prevosto presso la parrocchia di San Desiderio di Priola, il giovane Giacomo seppe coltivare i propri interessi culturali che lo portarono a conseguire presso l'Università degli Studi di Torino la laurea in Fisica nel luglio del 1857. Dopo una breve esperienza di insegnamento nel monregalese, si trasferì a Reggio Emilia, dove visse fino alla morte. Nella città emiliana lo studioso fu docente per diversi anni ma, parallelamente, si dedicò alla realizzazione di diversi macchinari e alla conduzione di attività commerciali. L'Annuario D'Italia Calendario generale del Regno del 1892 riporta infatti a Reggio Emilia la presenza di un'attività commerciale del Manuelli dedicata all'ottica e alle macchine da cucire.

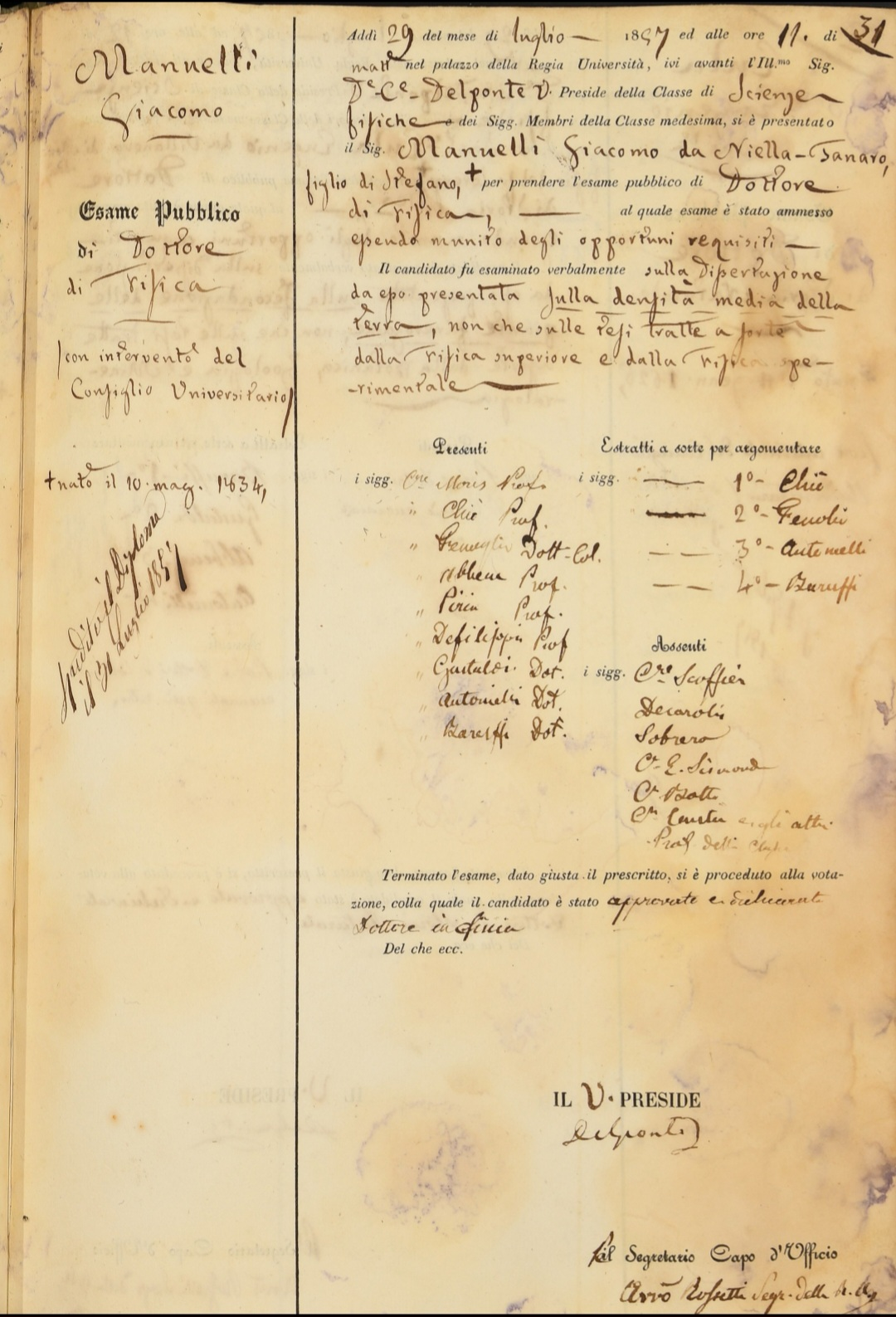
Esame di laurea di Giacomo Manuelli conservato presso l'[https://www.archiviostorico.unito.it/it Archivio storico dell'Università di Torino

Ritiratosi definitivamente dall'insegnamento a partire dal 1º settembre 1896, come riporta il Bollettino ufficiale del Ministero dell'istruzione pubblica del 1896, Giacomo Manuelli si spense a 71 anni il 27 Novembre del 1905 a Reggio Emilia dopo una breve malattia. Nella vita professionale di Giacomo Manuelli ebbero un ruolo importante almeno due figure: la prima fu quella dello zio sacerdote, Giacomo Manuelli, mentre la seconda fu Monsignor Abate Vittorio Emanuele Stellardi, elemosiniere di Vittorio Emanuele II e primo prefetto della Basilica di Superga. A queste due figure, infatti, è dedicata la tesi di laurea discussa a Torino il 29 luglio 1857.

### Attività
Dopo un incarico annuale come docente di filosofia positiva presso il seminario di Mondovì Manuelli ebbe modo di diventare docente di Fisica e Chimica presso gli Istituti superiori di Reggio Emilia (Liceo Spallanzani e Regio Istituto Tecnico di Reggio Emilia). Parallelamente all'attività didattica, durante la quale vennero tenuti rapporti con il mondo accademico torinese, come testimoniato dall'Osservazione sulle scintille elettriche pubblicata negli Atti della Real Accademia delle Scienze di Torino nel 1869, lo studioso piemontese partecipò con le sue macchine elettriche e pile a diverse esposizioni nazionali ed internazionali: Firenze (1861); Londra (1862); Parigi (1867 e 1878). In occasione dell’Esposizione Generale italiana a Torino nel 1884, la cui giuria era presieduta da Galileo Ferraris, fu insignito di una medaglia di bronzo per l'invenzione della Pila Manuelli che consiste in una modifica della Pila Daniell. L'invenzione era stata già presentata a Firenze in occasione dell'Esposizione nazionale italiana del 1861. Il lavoro del Manuelli dovette essere conosciuto anche all'estero, dal momento che il suo nome compare anche in pubblicazioni scientifiche in lingua tedesca e inglese. Nella città emiliana il Manuelli, che aveva anche dato prova di conoscenze di diritto industriale acquisite anche grazie alla sua attività imprenditoriale (datata al 1877 la privativa delle macchine da cucire inventate da Elias Howe), ebbe un ruolo importante nella nascita e nella direzione dell'Osservatorio Meteorologico del Regio Istituto tecnico di Reggio. Nel 1879 pronunciò il discorso ufficiale di commemorazione dell'astronomo padre Angelo Secchi, da cui poi scaturì nel 1881 la pubblicazione di un profilo sulla vita e l'opera del celebre studioso reggiano. Al 1886 si data l'ingresso di Manuelli nella Società dei naturalisti di Modena. A Reggio Emilia esiste ancora la casa in cui visse il Manuelli, edificio storico inserito nella lista dei beni culturali.

### Vita privata
Come si legge sul quotidiano L'Italia Centrale del 28 novembre 1905, nel ringraziamento relativo alla partecipazione ai funerali, Giacomo Manuelli aveva sposato Elisa Nani dalla quale ebbe come figli: Stefano Manuelli; Alessandro Manuelli; Antonio Manuelli; Clotilde Manuelli; Emma Manuelli.

## Forma del cognome
Dall'analisi complessiva dei documenti relativi allo stato civile di Niella Tanaro, dall'atto di morte del padre e da un documento del 1858 relativo all'insegnamento del Manuelli nel vescovato di Mondovì come docente di Filosofia positiva si può ricavare che la grafia più corretta del cognome era "Manuello". Tale cognome, marginalmente attestato a Niella Tanaro, risulta invece ben radicato e documentato almeno dal 1500 nel vicino comune di Murazzano. Ciò ricondurrebbe la famiglia paterna a tale paese dell'alta Langa.

## Controversie
Oggetto di controversia è la collaborazione del Manuelli con Cesare Lombroso. Va considerata, infatti, l'esperienza e la pratica di Giacomo Manuelli anche nella craniometria e la frequentazione di ospedali psichiatrici, nello specifico il manicomio di San Lazzaro a Reggio Emilia, per il quale aveva progettato un telefono ad uso interno dell'ospedale, invenzione che venne accolta molto positivamente dalla stampa locale come si legge sul quotidiano L'Italia Centrale del 1 febbraio 1878. Lo psichiatra Silvio Venturi (1851-1901), a proposito di Manuelli, scrisse: "Manuelli di Reggio Emilia espose macchine elettriche a pile, fra le quali una al cloruro di zinco nuovo modello; un cilindro girante a velocità variabile, e parecchi timpani a leva di sua fabbricazione: strumenti di craniometria, dinamometri, ottalmoscopi, microscopi, termometri clinici, siringhe di iniezione etc..". Questo bagaglio di esperienze e contatti ha fatto pensare che il dott. Manuelli che compare come collaboratore di Lombroso in alcuni lavori possa essere Giacomo Manuelli stesso.

## Opere e brevetti

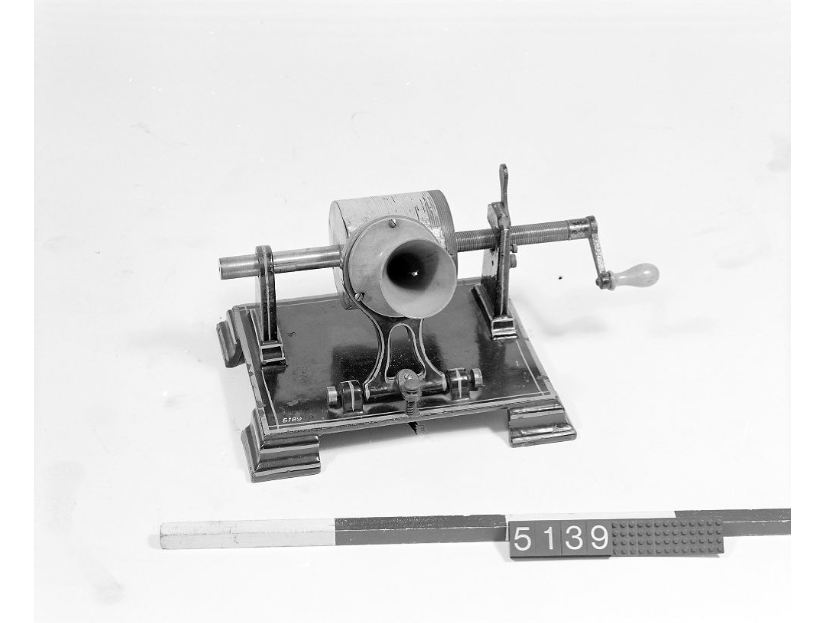
Fonografo posseduto da Giacomo Manuelli e donato nel 1906 al Deutsches Museum dal genero, il banchiere Theodor Waitzfelder.

- "Sulla densità media della terra" (1857)[34].
- Osservazione sulle scintille elettriche (1869)[35].
- Sulla vita e le opere del P. Angelo Secchi (1881)[36].
- "carta bitumata per tetti" (1862)[37].
- "Pila Manuelli" (1862)[38].
- "Reomotore perpetuo" (1878)[39][40]
- Modifica dell'ago della macchina da cucire Hamilton (1877)[41][42].
- "Telefono ad uso interno del Manicomio di San Lazzaro" (1878)[43].
- Cavaturaccioli e lambicco in rame per l'analisi alcolica dei vini (1881)[44].
- "Medaglia in metallo rappresentante: Elias Howe, con attorno le parole: Elias Hows I° Inventor et Maker New York U. S. A." marchio applicato alle macchine a cucire della fabbrica Howe, di cui il Manuelli ottenne la privativa nel 1877[45]. In Gazzetta Ufficiale del Regno d'Italia del 1882-08-18 n. 193.
- "Tromba Manuelli" (1894)[46] apparecchio per polverizzare i liquidi.
- "Macchina elettrodinamica" (1883)[47].
- "Modifica allo spirometro di Hutchinson" (1883)[48].
- "Poppatoio Manuelli" per l'allattamento dei vitelli (1892)[49].
- "Pila a carbone e a secco" (1885)[50].
- "Bevande ossigenate" (1896)[51].